# Evair
Evair, właśc. Evair Aparecido Paulino (ur. 21 lutego 1965 w Crisólita) – piłkarz brazylijski, występujący podczas kariery na pozycji napastnika.

## Kariera klubowa
Karierę piłkarską Marques rozpoczął w klubie Guarani FC w 1985. W lidze brazylijskiej zadebiutował 7 września 1986 w wygranym 1-0 meczu z CR Vasco da Gama. W 1988 wyjechał do Włoch do Atalanty BC. W ciągu trzech rozegrał w Serie A 76 spotkań i strzelił 25 bramek. Po powrocie do Brazylii w 1991 został zawodnikiem SE Palmeiras. Z Palmeiras dwukrotnie zdobył mistrzostwo Brazylii w 1993 i 1994 oraz mistrzostwo stanu São Paulo – Campeonato Paulista w 1993 i 1994. W latach 1995–1996 występował w Japonii w Yokohamie Flugels.
W latach 1997–1998 występował w Clube Atlético Mineiro, CR Vasco da Gama i Portuguesie São Paulo. W 1999 występował ponownie w Palmeiras, z którym zdobył Copa Libertadores 1999. W 2000 przeszedł do São Paulo FC. Z São Paulo zdobył kolejny tytuł mistrza stanu São Paulo w 2000. W 2002 zdobył z Goiás EC mistrzostwo stanu Goiás – Campeonato Goiano. Karierę zakończył w 2003 w Figueirense FC. W Figuerense 9 lipca 2003 w przegranym 0-1 meczu z Paysandu Belem Evair po raz ostatni wystąpił w lidze. Ogółem w latach 1986–2003 wystąpił w lidze w 221 meczach i strzelił 92 bramki.

## Kariera reprezentacyjna
W reprezentacji Brazylii Evair zadebiutował 26 lutego 1992 w wygranym 3-0 towarzyskim meczu z reprezentacją USA. Ostatni raz w reprezentacji wystąpił 17 listopada 1993 w przegranym 1-2 towarzyskim meczu z reprezentacją Niemiec, w którym w 40 min. zdobył bramkę. Ogółem w latach 1994–2002 w reprezentacji wystąpił 10 razy i strzelił 2 bramki.
W 1987 zdobył z reprezentacją Brazylii złoty medal Igrzysk Panamerykańskich. W Igrzyskach zdobył trzy bramki.